# Église Saint-Exupère d'Arreau
L'église Saint-Exupère d'Arreau, ou chapelle Saint-Exupère, est une église catholique située à Arreau, dans le département français des Hautes-Pyrénées en France.

## Localisation
L'église est située dans le département français des Hautes-Pyrénées, sur la commune d'Arreau en bordure de la Neste du Louron rue Saint-Exupère.

## Historique

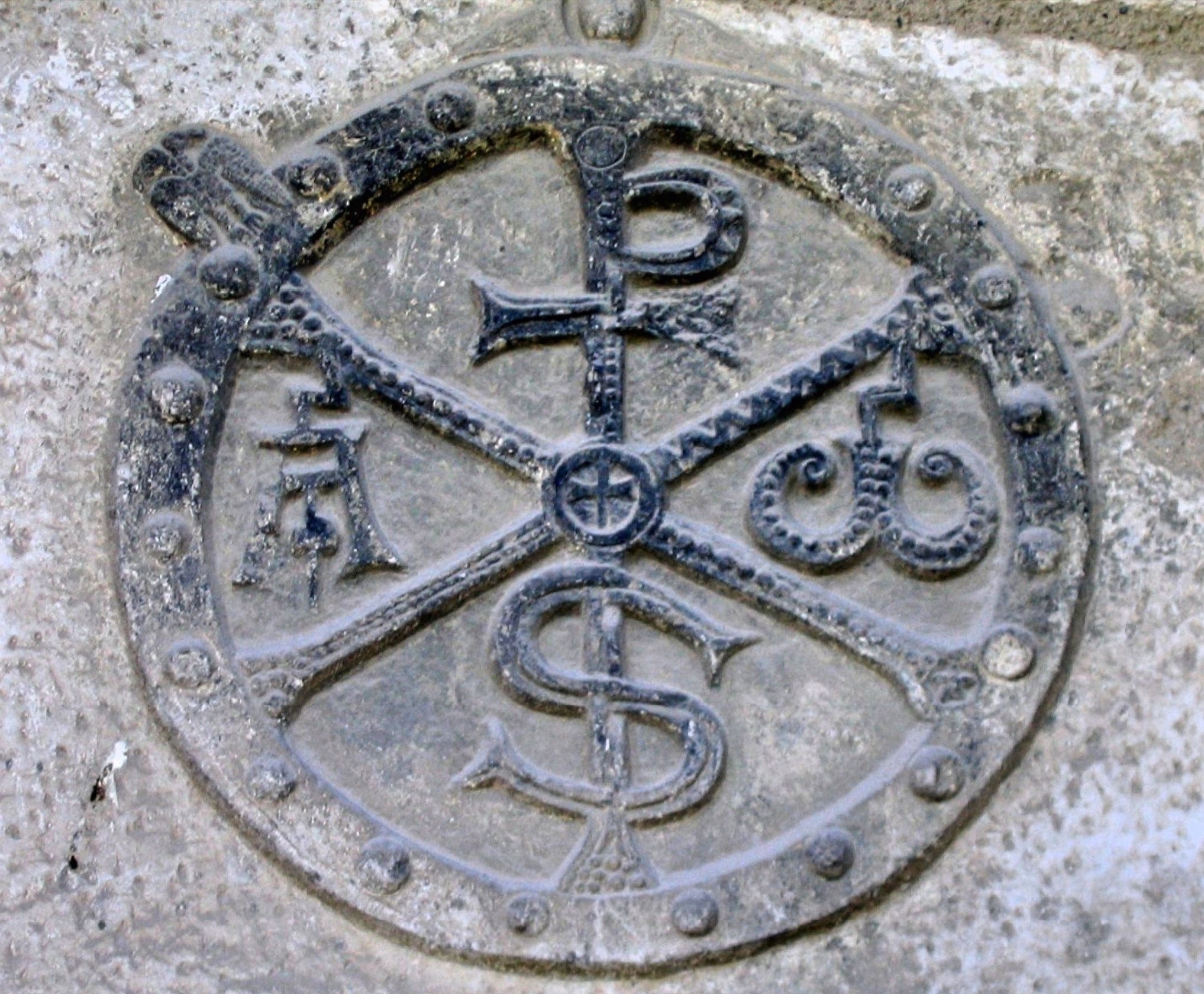
Chrisme (XIIe siècle) en l'église Saint-Exupère.

L'édifice est classé au titre des monuments historiques en 1952. Il servait de lieu de réunion pour les représentants de la vallée d'Aure.